# Rajčići (Novska)
Rajčići is een plaats in de gemeente Novska in de Kroatische provincie Sisak-Moslavina. De plaats telt 10 inwoners (2001).